# Regierung Chifley II
Die Regierung Chifley II regierte Australien vom 1. November 1946 bis zum 19. Dezember 1949. Es handelte sich um eine Regierung der Labor Party, der alle Minister angehörten.
Die Vorgängerregierung wurde ebenfalls von Labor gestellt. Bei der Parlamentswahl am 10. Dezember 1949 erlitt die Labor Party eine Niederlage. Sie stellte nur noch 48 der 123 Abgeordneten im Repräsentantenhaus. Die Liberal Party erhielt 55, die Country Party 19 Mandate. Im Senat konnte Labor mit 33 von 60 Senatoren seine Mehrheit behaupten. Die neue Regierung wurde von einer Koalition der Liberal Party und der Country Party gestellt. Premierminister wurde Robert Menzies, der das Amt schon von 1939 bis 1941 bekleidete.

## Ministerliste
| Amt                                        | Minister           | Amtszeit                             | Bild |
| ------------------------------------------ | ------------------ | ------------------------------------ | ---- |
| Premierminister                            | Ben Chifley        | 1. November 1946 – 19. Dezember 1949 |      |
| Schatzminister                             | Ben Chifley        | 1. November 1946 – 19. Dezember 1949 |      |
| Generalstaatsanwalt                        | Herbert Vere Evatt | 1. November 1946 – 19. Dezember 1949 |      |
| Außenminister                              | Herbert Vere Evatt | 1. November 1946 – 19. Dezember 1949 |      |
| Minister für Arbeit und Wehrpflicht        | Jack Holloway      | 1. November 1946 – 19. Dezember 1949 |      |
| Minister für die Luftwaffe                 | Arthur Drakeford   | 1. November 1946 – 19. Dezember 1949 |      |
| Minister für die Luftfahrt                 | Arthur Drakeford   | 1. November 1946 – 19. Dezember 1949 |      |
| Vizepräsident des Executive Council        | William Scully     | 1. November 1946 – 19. Dezember 1949 |      |
| Minister für Versorgung und Schifffahrt    | Bill Ashley        | 1. November 1946 – 6. April 1948     |      |
| Minister für Schifffahrt und Treibstoff    | Bill Ashley        | 6. April 1948 – 19. Dezember 1949    |      |
| Verteidigungsminister                      | John Dedman        | 1. November 1946 – 19. Dezember 1949 |      |
| Minister für Nachkriegs-Wiederaufbau       | John Dedman        | 1. November 1946 – 19. Dezember 1949 |      |
| Forschungsminister                         | John Dedman        | 1. November 1946 – 19. Dezember 1949 |      |
| Verkehrsminister                           | Eddie Ward         | 1. November 1946 – 19. Dezember 1949 |      |
| Minister für die Außenterritorien          | Eddie Ward         | 1. November 1946 – 19. Dezember 1949 |      |
| Generalpostmeister                         | Don Cameron        | 1. November 1946 – 19. Dezember 1949 |      |
| Minister für Einwanderung                  | Arthur Calwell     | 1. November 1946 – 19. Dezember 1949 |      |
| Informationsminister                       | Arthur Calwell     | 1. November 1946 – 19. Dezember 1949 |      |
| Innenminister                              | Herbert Johnson    | 1. November 1946 – 19. Dezember 1949 |      |
| Gesundheitsminister                        | Nick McKenna       | 1. November 1946 – 19. Dezember 1949 |      |
| Sozialminister                             | Nick McKenna       | 1. November 1946 – 19. Dezember 1949 |      |
| Minister für Wirtschaft und Landwirtschaft | Reg Pollard        | 1. November 1946 – 19. Dezember 1949 |      |
| Minister für Bauen und Wohnraum            | Nelson Lemmon      | 1. November 1946 – 19. Dezember 1949 |      |
| Munitionsminister                          | John Armstrong     | 1. November 1946 – 6. April 1948     |      |
| Minister für Versorgung und Entwicklung    | John Armstrong     | 6. April 1948 – 19. Dezember 1949    |      |
| Armeeminister                              | Cyril Chambers     | 1. November 1946 – 19. Dezember 1949 |      |
| Minister für Handel und Zölle              | Ben Courtice       | 1. November 1946 – 19. Dezember 1949 |      |
| Marineminister                             | Bill Riordan       | 1. November 1946 – 19. Dezember 1949 |      |
| Minister für Repatriierung                 | Claude Barnard     | 1. November 1946 – 19. Dezember 1949 |      |